# Йошице
Йошице (на сръбски: Јошице) е село в Черна гора, разположено в община Херцег Нови. Населението му според преброяването през 2011 г. е 406 души, от тях: 185 (45,56 %) сърби, 140 (34,48 %) черногорци, 27 (6,65 %) хървати, 9 (2,21 %) цигани, 8 (1,97 %) не са определени, 22 (5,41 %) неизвестни.

## Население
Численост на населението според преброяванията през годините:
- 1948 – 286 души
- 1953 – 305 души
- 1961 – 348 души
- 1971 – 393 души
- 1981 – 372 души
- 1991 – 411 души
- 2003 – 439 души
- 2011 – 406 души